# 哈马德·本·哈利法·阿勒萨尼
谢赫哈马德·本·哈利法·阿勒萨尼（1952年1月1日—）是卡塔尔国前任埃米尔。他是埃米尔哈利法·本·哈马德·阿勒萨尼的长子，因不满其父统治，于1995年6月26日发动宫廷政变废黜其父而继位。2013年6月25日哈马德則在電視演讲中宣布退位，并且把王位與政治權力传给王储塔米姆·本·哈邁德·阿勒薩尼；他並且表示：「我們國家開啟嶄新下一頁的時機已經到了，並且將會由新一代的人們扛下這個責任。」

## 生平

### 早年
哈马德于1952年生于卡塔尔首都杜哈，他在杜哈当地上了小学和中学。长大后，哈马德进入英国的桑德赫斯特皇家军事学院深造，并于1971年7月毕业。回国后，哈马德以中校衔进入卡塔尔军队，并被其伯父、当时的埃米尔艾哈马德·本·阿里·阿勒萨尼任命为卡塔尔第一快速部队司令。1972年2月22日艾哈马德埃米尔被废黜，其堂弟、即哈马德的父亲哈利法·本·哈马德·阿勒萨尼出任埃米尔，哈马德任卡塔尔武装部队总司令并升为少将。1977年5月31日，哈马德被其父立为王储，并兼任国防大臣。1989年5月，哈马德任卡塔尔国家最高计划委员会主席，负责协调政府各部门的工作。

### 统治
哈马德不满其父的保守统治，乃于1995年6月26日乘其父在瑞士日内瓦度假时发动了一场不流血的宫廷政变废黜其父，第二天（6月27日）凌晨宣布自己接管政权，成为卡塔尔国第9代埃米尔。
即位后，哈马德在全国范围内施行了一系列改革，如实行新闻自由，给予妇女选举权，颁布永久《宪法》等，并因此被誉为“卡塔尔改革的先行者”、“面向21世纪的埃米尔”等。同时，哈马德还继续运用丰富的石油资源发展本国经济，并参与周边国家的交流和国际事务，使得卡塔尔的国际地位不断提高。2001年11月，卡塔尔首都多哈成功举办世界贸易组织第四次部长级会议，并由此启动多哈回合贸易谈判。2006年12月，多哈成功举办了第十五届亚洲运动会。
2010年12月，在他的親自帶領下，卡塔爾於蘇黎世擊敗美國，澳洲，日本等大國申辦2022年世界盃足球賽獲得成功，當即成為世界上最熱門和爭議的新聞和話題，卡塔爾亦將成爲亞洲第二個，中東第一個舉辦世界盃的國家；亦是中東所舉辦的第一個國際最大型體育賽事。
哈马德继任埃米尔时是海湾地区最年轻的君主，他的改革开海湾地区君主国改革之先河，并揭开了阿拉伯国家新生代政治文明的序幕，对其后如巴林现任国王哈马德·本·伊萨·本·萨勒曼·阿勒哈利法的改革具有表率作用。

## 未来政局走向平稳
海湾分析师尼尔·帕特里克认为，卡塔尔未来政局不会发生重大转变，“至于卡塔尔外交政策……塔米姆不可能在不征求父亲意见的情况下作出重大改变”。作为美国在中东地区的盟友之一，卡塔尔近年来在国际舞台上颇为活跃。它曾参与针对利比亚的军事行动，支持叙利亚反对派推翻叙利亚总统巴沙尔·阿萨德政权，承办美国、阿富汗政府与塔利班和谈等。
尽管人口只有200万，但卡塔尔是全球最大液化天然气出口国。卡塔尔在全球的投资包括法国足球俱乐部巴黎聖日耳曼、酒店，以及大众汽车、道達爾石油公司和巴克莱银行的股份等。卡塔尔建立了半岛电视台，以阿拉伯语和英语上星播出，2013年8月半岛电视台美国频道开播。

## 荣誉

### 外国勋章奖章
- 芬兰白玫瑰大十字勋章附颈饰（芬兰，2007年[7]）